# Tomás el Gafe
Tomás el Gafe (Gaston Lagaffe en francés original) es una serie de historietas creada en 1957 por el dibujante belga André Franquin, también creador de Marsupilami, Modeste et Pompon y dibujante de Spirou y Fantasio. Tomás el Gafe es comúnmente conocido como Gaston.

## Trayectoria editorial
La serie apareció por primera vez en el número 985 de "Le journal de Spirou" (28 de febrero de 1957).
En España, las aventuras de Tomás han sido publicadas desde 1965, cuando la editorial Bruguera empezó a incluirlas en su revista "Pulgarcito".  Posteriormente, también fue editado en Strong (1969) (como Gastón el Gafe) y Spirou Ardilla (1979). 
A partir de 1983, Ediciones Grijalbo publicó 7 álbumes de pasta dura de entre 45 y 54 páginas:
- El Gafe gafado (1983).
- El golfo de El Gafe (1984).
- El Gafe da el golpe (1984).
- El gigante de El Gafe (1990).
- Gafadas garrafales (1991).
- Meteduras de pata y coladuras (1991).
- El gafe la goza.

Otras revistas donde apareció Tomás fueron Fuera Borda (1984-1985), Guai! (Ediciones Junior/Grijalbo) (1986) y Yo y Yo segunda época (1990), en esta última bajo el nombre de "Gaston".
Durante los 90, Planeta de Agostini hizo un coleccionable de 19 entregas.

En otros países e idiomas, ha recibido diferentes nombres:
- En Argentina, Gastón Sequivoc.
- En neerlandés, Guust Flater.
- En inglés, Gomer Goof.
- En esperanto, Gastono Lafuŝ.
- En danés, Vakse Viggo.
- En islandés, Viggó Viðutan.
- En finés, Niilo Pielinen.
- En noruego, Viggo.
- En bosnio, Gaša Šeprtlja.
- En turco, Şapşal Gazi.
- En sueco, alemán y griego, simplemente Gaston.
- En catalán, Sergi Grapes.

## Desarrollo del personaje

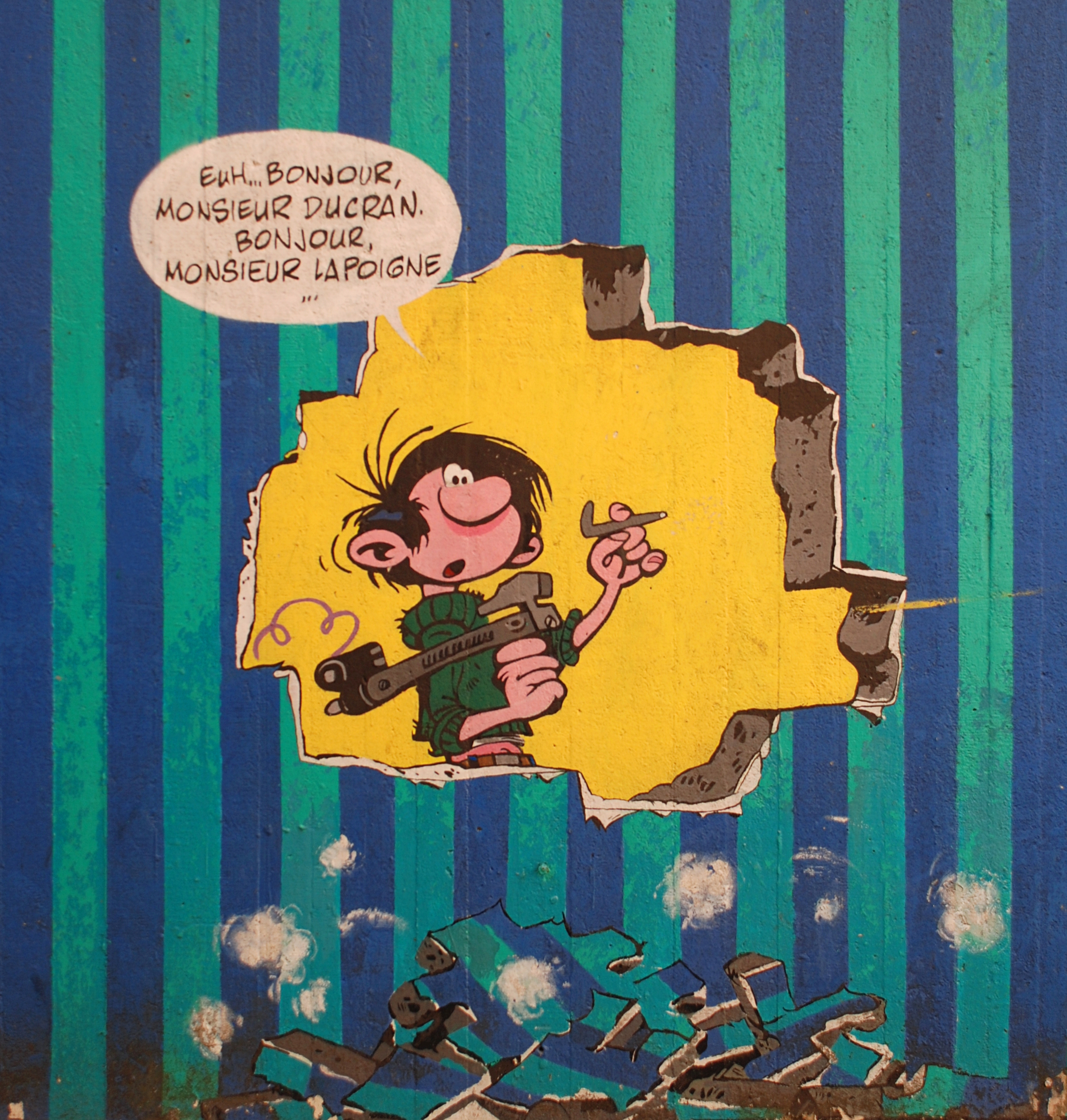
Tomás, representado en un mural de Lovaina la Nueva. - Eeh.. ¡Buenos días, Sr. Ducran! ¡Buenos días, Sr. Lapoigne!

Gaston es un aprendiz de oficinista en La Revista de Spirou (la revista real donde la tira cómica apareció) que vive sumergido en un mar de confusión constantemente. La tira generalmente se enfoca en la tarea de intentar evitar realizar cualquier trabajo y en su lugar echar la siesta o desarrollar todo tipo de aficiones, mientras los demás se vuelven locos por cumplir las fechas de compromiso. Inicialmente Tomás era un irritante simplón, pero poco a poco desarrolló una personalidad genial con un gran sentido del humor. No obstante, el sentido común normalmente le esquiva, y tiene una habilidad sobrenatural para provocar todo tipo de desastres ("el gafe") a los cuales siempre reacciona con su letanía ("¡¿Pero que diablos...?!"). Su trabajo incluye responder las preguntas de los lectores enviadas por correo; el constante aumento de la pila de cartas sin responder y los intentos de Fantasio por intentar que trabaje son los temas más recurridos en la historieta.

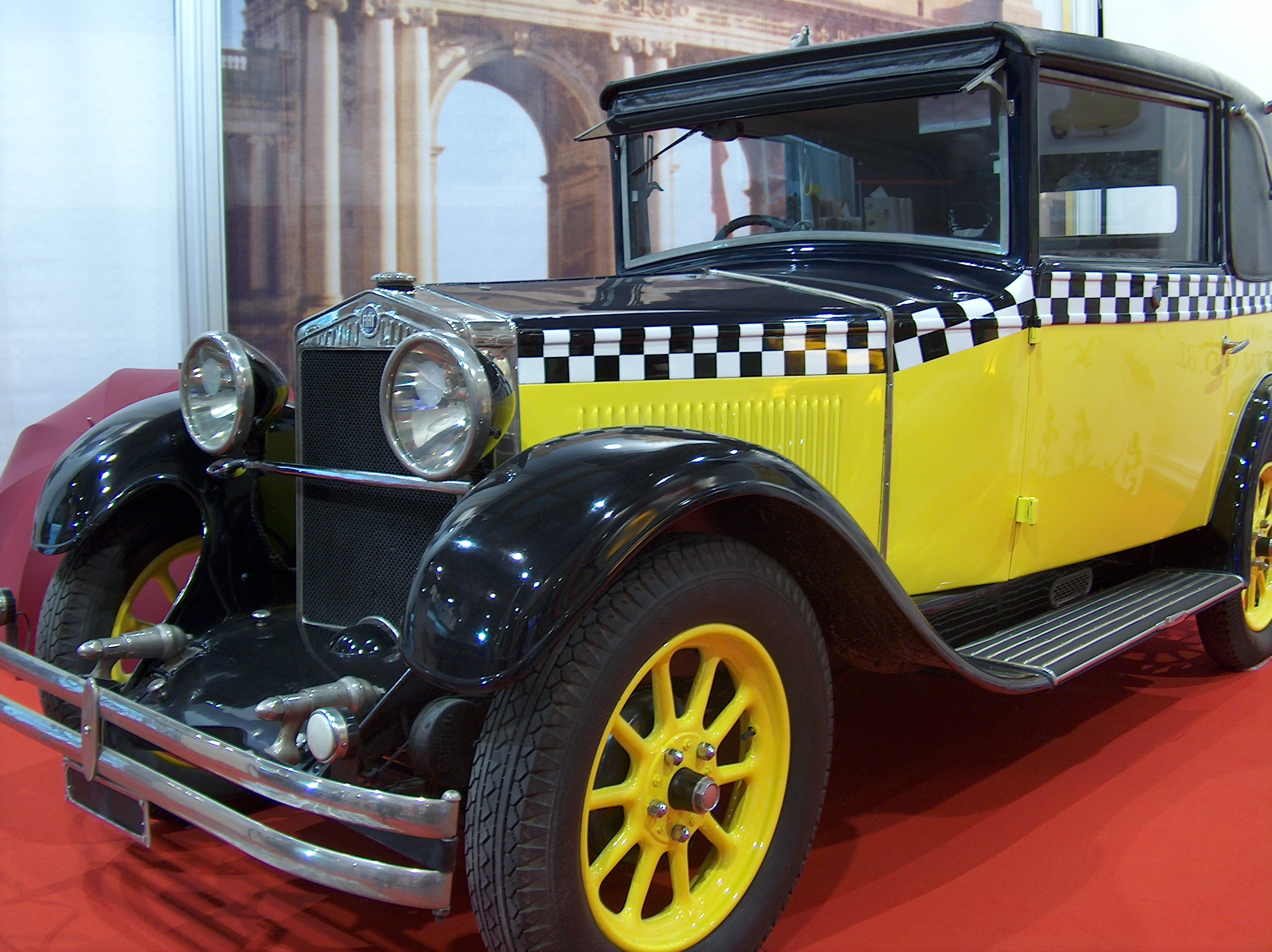
Fiat 509 pintado como el de Tomás (ed. del 2006 del Salón del Automóvil de Bruselas).

La edad de Tomás es un misterio—el mismo Franquin confesó que ni la sabía ni nunca tuvo interés en que se supiera. A pesar de que Tomás tiene un trabajo, un coche y una casa, a menudo actúa como un adolescente. Invariablemente va vestido con un polo verde y vaqueros. Se dice que su apariencia estaba basada originalmente en Yvan Delporte, editor de la Revista de Spirou en aquel momento. También, en las primeras historietas Tomás era un fumador empedernido, pero ese hábito fue dejado poco a poco.
Tomás alterna estados de extrema pereza, en los que es imposible que se mantenga despierto, e hiperactividad, cuando crea máquinas y artilugios o juega con el mobiliario de la oficina. A través de los años, experimentó con la cocina, música, decoración, química y muchas otras aficiones, todas con catastróficos resultados. Al igual que Peter Pan, rechaza hacerse mayor y hacerse cargo de sus responsabilidades, lo que aumenta consecuentemente el agobio de sus compañeros de trabajo.

## Otros personajes
- Las mascotas de Gaston.
- Fantasio.
- Léon Prunelle.
- Yves Lebrac.
- Joseph Boulier
- Mademoiselle Jeanne.
- Monsieur Dupuis

### Amigos
- Jules-de-chez-Smith-en-face
- Bertrand Labévue
- Manu

### Enemigos
- Aimé De Mesmaeker
- De Mesmaeker
- Joseph Longtarin (el policía)
- Los vecinos de Dupuis, Ducran et Lapoigne.
- Freddy-doigt de fée, el ladrón.

## Valoración e influencia
Tomás el Gafe dio lugar a El botones Sacarino, historieta española de Francisco Ibáñez que al principio calcaba las historietas de Tomás, usando los mismos guiones y sustituyendo los personajes por los de Sacarino (Sacarino incluso trabaja en la redacción de una revista, al igual que Tomás). Aunque Sacarino también es un adolescente, no lleva la indumentaria de Tomás, sino que esta fue tomada de Spirou.